# Sex and Death 101
Sex and Death 101 ist eine US-amerikanische Filmkomödie aus dem Jahr 2007. Regie führte Daniel Waters, der auch das Drehbuch schrieb.

## Handlung
Roderick Blank ist ein erfolgreicher Unternehmer in der Fast-Food-Branche. Er steht kurz vor der Hochzeit.
Blank bekommt eine E-Mail mit der Liste sämtlicher 101 Personen, mit denen er in der Vergangenheit Sex hatte und in der Zukunft Sex haben wird. Er verliebt sich in eine Frau, die nicht auf der Liste steht. Somit versucht der Unternehmer seine Vorbestimmung selbst in die Hand zu nehmen. Leider gelingt es ihm nicht. Die letzte Person auf der Liste ist eine Frau, die auch als Death Nell bezeichnet wird. Sie, Gillian, bestraft Männer, von denen sie annimmt, sie würden Frauen schlecht behandeln. Als die Identität dieser Frau bekannt gegeben wird, befinden sich nur noch 20 Frauen zwischen ihm und ihr.

## Kritiken
Ken Eisner schrieb am 20. Juni 2007 in der Online-Ausgabe der Zeitschrift Variety, die Grundidee sei vielversprechend. Dem Film mangele jedoch an Lachern und Anziehungskraft. Die filmische Umsetzung sei schwach, was den Film lediglich fürs Kabelfernsehen und für Videotheken tauglich mache („bet-hedging blandness and weak production values make this anodyne sex romp best suited to cable and vidstore crypts“).

## Auszeichnungen
Daniel Waters gewann im Jahr 2007 als Regisseur den Golden Space Needle Award des Seattle International Film Festivals.

## Hintergründe
Der Film wurde in Los Angeles gedreht. Seine Produktionskosten betrugen schätzungsweise fünf Millionen US-Dollar. Die Weltpremiere fand am 8. Februar 2007 auf dem European Film Market statt. Am 15. Juni 2007 wurde der Film auf dem Seattle International Film Festival gezeigt, dem am 22. September 2007 das Fantastic Fest folgte. Die breite Veröffentlichung in den USA startete am 22. Februar 2008.

## Veröffentlichung im deutschsprachigen Raum
Am 27. März 2015 soll der Film erneut durch Koch Media eine Home-Video-Auswertung erfahren. Hierzu wurde allerdings der Titel Der Aufreisser gewählt.